# Office of Research Integrity
L'Office of Research Integrity (ORI) è un'agenzia del Dipartimento della Salute pubblica e Ricerca Scientifica statunitense che ha il compito di redigere normative e codici di autoregolamentazione, in merito alla neutralità e obiettività della ricerca scientifica e alla disciplina del conflitto di interessi in ambito medico e farmaceutico.
L'Office of Research Integrity raccoglie segnalazioni e denunce di studi falsi, non attendibili, e di potenziali situazioni di non-obiettività dei ricercatori.
Nacque nel maggio 1992 dalla fusione di altri due enti: Office of Scientific Integrity (OSI) e Office of Scientific Integrity Review (OSIR).